# Халгримскиркя
Халгримскиркя е лутеранска енорийска църква в Рейкявик, Исландия. Със своите 73 метра е най-голямата църква в Исландия и шестата най-висока архитектурна структура в страната.
Църквата носи името на исландския поет и духовник Халгримур Петърсон, автор на Страстните химнове.

## Описание
Държавният архитект Гудьон Самуелсон е проектирал църквата през 1937 г. Проектирана е да наподобява базалтни потоци лава изобразявайки ландшафта на Исландия.
Църквата е строена в продължение на 41 години. Строителните работи започнали през 1945 г. и приключили 1986 г., забележителната кула била завършена много преди действителното завършване на църквата. Криптата под хора била осветена през 1948 г. камбанарията и крилата за завършени през 1974 г. Наосът е осветен през 1986 г.
Разположена в центъра на града църквата е една от най-известните забележителности на града и се вижда в целия град. В подобен стил архитектура на експресионизма е и църквата Грюндвик в Копенхаген, Дания построена през 1926 г.
В църквата се помещава голям тръбен орган от немския органостроител Йоханес Клайс от Бон. Има механично действие, 4 ръководства и педал, 102 редици, 72 спирки и 5275 тръби. Висок е 15 метра и тежи 25 тона. Изграждането му е завършено през декември 1992 г.
Църквата също е използвана като наблюдателна кула. Наблюдателят може да се повдигне на терасата и да види Рейкявик и околностите.
Пред църквата има статуя на изследователя Лейф Ериксон построена от Алексасндър Стирлинг Калдер предшестваща построяването и. Това бил подарък от САЩ за хилядолетния фестивал през 1930 г. в чест на 1000-ната годишнина на парламента на Исландия. За първи път проведен през 930 г. сл. Хр. в Тингветлир.
През 2008 г. църквата претърпява основна реставрация на главната кула, и е била покрита със скеле. В края на 2009 г., е завършена реставрацията и скелето е отстранено.